# Leichtathletik-Europameisterschaften 1982/400 m Hürden der Männer

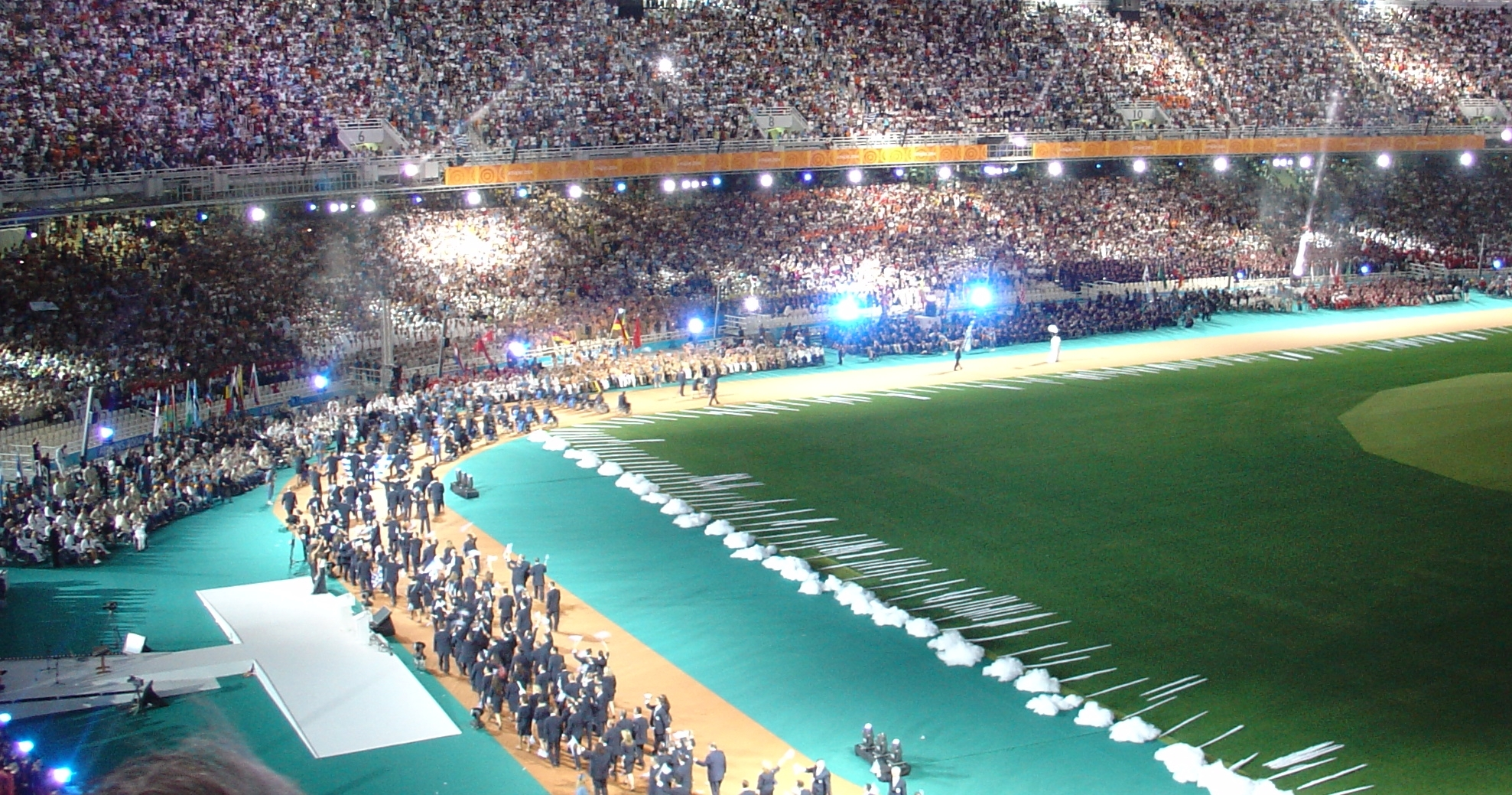
Das Athener Olympiastadion bei der Eröffnung der Paralympics 2004

Der 400-Meter-Hürdenlauf der Männer bei den Leichtathletik-Europameisterschaften 1982 wurde vom 6. bis 8. September 1982 im Olympiastadion von Athen ausgetragen.
Europameister wurde der bundesdeutsche Titelverteidiger Harald Schmid, der im Finale seinen eigenen Europarekord um 37 Hundertstelsekunden verbesserte. Er gewann vor dem sowjetischen Läufer Alexander Jazewitsch. Bronze ging an Uwe Ackermann aus der DDR.

## Rekorde

### Bestehende Rekorde
| Weltrekord           | 47,13 s | Edwin Moses   | Mailand, Italien          | 3. Juli 1980      |
| Europarekord         | 47,85 s | Harald Schmid | Turin, Italien            | 4. August 1979    |
| Meisterschaftsrekord | 48,51 s | Harald Schmid | EM Prag, Tschechoslowakei | 1. September 1978 |

### Rekordverbesserungen
Der bundesdeutsche Europameister Harald Schmid verbesserte im Finale am 8. September mit seiner Siegerzeit von 47,48 s gleich zwei von ihm selber gehaltene Rekorde:
- EM-Rekord – um 1,03 s
- Europarekord – um 37 Hundertstelsekunden

## Legende
Kurze Übersicht zur Bedeutung der Symbolik – so üblicherweise auch in sonstigen Veröffentlichungen verwendet:
| ER | Europarekord |

## Vorrunde
6. September 1982
Die Vorrunde wurde in drei Läufen durchgeführt. Die ersten vier Athleten pro Lauf – hellblau unterlegt – sowie die darüber hinaus vier zeitschnellsten Läufer – hellgrün unterlegt – qualifizierten sich für das Halbfinale.
Der zweite Vorlauf war so schnell, dass sich alle Teilnehmer daraus für die nächste Runde qualifizierten.

### Vorlauf 1
| Platz | Name               | Nation         | Zeit (s) |
| ----- | ------------------ | -------------- | -------- |
| 1     | Harald Schmid      | BR Deutschland | 49,27    |
| 2     | Serge Guillen      | Frankreich     | 50,07    |
| 3     | Wassyl Archypenko  | Sowjetunion    | 50,10    |
| 4     | Toma Tomow         | Bulgarien      | 50,36    |
| 5     | Georgios Vamvakas  | Griechenland   | 50,84    |
| 6     | Marceliano Ruiz    | Spanien        | 51,10    |
| 7     | José Carvalho      | Portugal       | 51,35    |
| 8     | István Simon-Balla | Ungarn         | 51,61    |

### Vorlauf 2
| Platz | Name                | Nation      | Zeit (s) |
| ----- | ------------------- | ----------- | -------- |
| 1     | Uwe Ackermann       | DDR         | 49,48    |
| 2     | Alexander Charlow   | Sowjetunion | 50,52    |
| 3     | Franz Meier         | Schweiz     | 50,68    |
| 4     | Michael Zimmerman   | Belgien     | 50,71    |
| 5     | Christer Gullstrand | Schweden    | 50,75    |
| 6     | Krasimir Demirev    | Bulgarien   | 50,89    |
| 7     | José Alonso         | Spanien     | 50,95    |

### Vorlauf 3
| Platz | Name                 | Nation      | Zeit (s) |
| ----- | -------------------- | ----------- | -------- |
| 1     | Ryszard Szparak      | Polen       | 50,51    |
| 2     | Alexander Jazewitsch | Sowjetunion | 50,83    |
| 3     | Saverio Gellini      | Italien     | 51,27    |
| 4     | Sven Nylander        | Schweden    | 51,40    |
| 5     | Horia Toboc          | Rumänien    | 51,65    |
| 6     | Olivier Gui          | Frankreich  | 52,39    |

## Halbfinale
7. September 1982
In den beiden Halbfinalläufen qualifizierten sich die jeweils ersten vier Athleten – hellblau unterlegt – für das Finale.

### Lauf 1
| Platz | Name              | Nation         | Zeit (s) |
| ----- | ----------------- | -------------- | -------- |
| 1     | Harald Schmid     | BR Deutschland | 49,84    |
| 2     | Wassyl Archypenko | Sowjetunion    | 49,98    |
| 3     | Sven Nylander     | Schweden       | 50,03    |
| 4     | Toma Tomow        | Bulgarien      | 50,10    |
| 5     | Franz Meier       | Schweiz        | 50,33    |
| 6     | Michael Zimmerman | Belgien        | 50,83    |
| 7     | Georgios Vamvakas | Griechenland   | 50,85    |
| 8     | José Alonso       | Spanien        | 51,00    |

### Lauf 2
| Platz | Name                 | Nation      | Zeit (s) |
| ----- | -------------------- | ----------- | -------- |
| 1     | Uwe Ackermann        | DDR         | 49,32    |
| 2     | Alexander Jazewitsch | Sowjetunion | 49,55    |
| 3     | Ryszard Szparak      | Polen       | 49,79    |
| 4     | Alexander Charlow    | Sowjetunion | 50,00    |
| 5     | Serge Guillen        | Frankreich  | 50,40    |
| 6     | Saverio Gellini      | Italien     | 50,59    |
| 7     | Christer Gullstrand  | Schweden    | 50,61    |
| 8     | Krasimir Demirev     | Bulgarien   | 51,45    |

## Finale

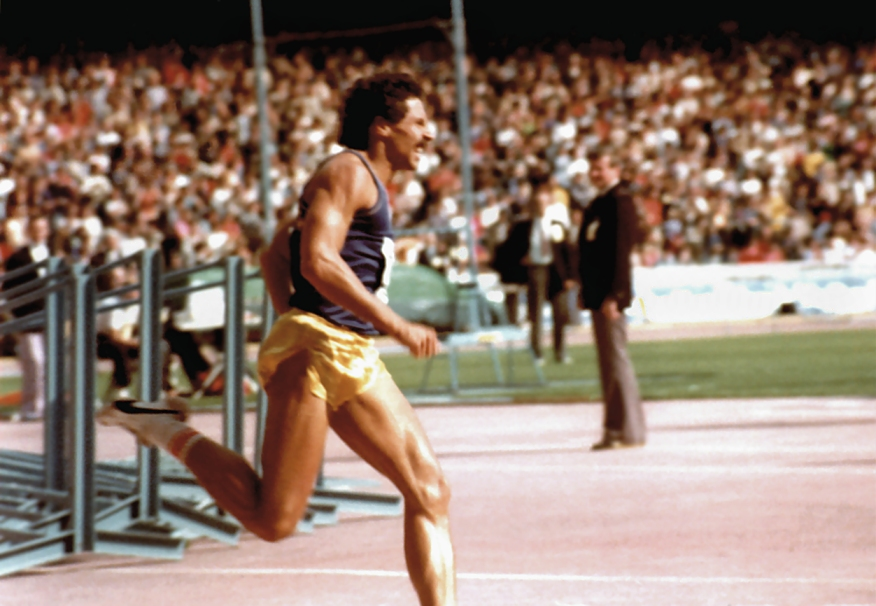
Harald Schmid verteidigte seinen Titel mit mehr als einer Sekunde Vorsprung – Europameister wurde er auf dieser Distanz 1986 ein drittes Mal
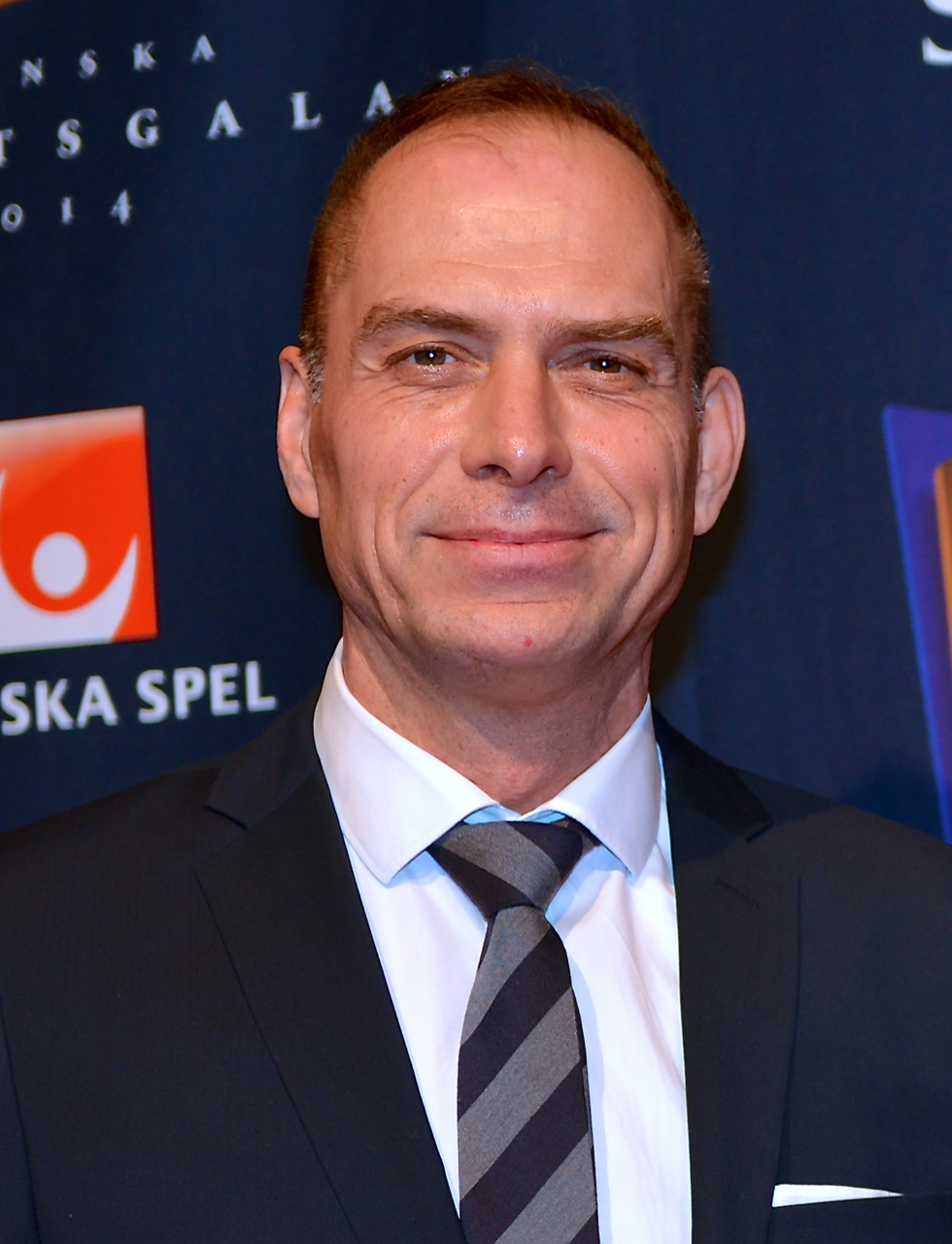
Bei seiner ersten internationalen Meisterschaft belegte Sven Nylander (hier im Jahr 2014) Platz sieben

8. September 1982
| Platz | Name                 | Nation         | Zeit (s) |
| ----- | -------------------- | -------------- | -------- |
| 1     | Harald Schmid        | BR Deutschland | 47,48 ER |
| 2     | Alexander Jazewitsch | Sowjetunion    | 48,60    |
| 3     | Uwe Ackermann        | DDR            | 48,64    |
| 4     | Wassyl Archypenko    | Sowjetunion    | 48,68    |
| 5     | Ryszard Szparak      | Polen          | 49,41    |
| 6     | Alexander Charlow    | Sowjetunion    | 49,56    |
| 7     | Sven Nylander        | Schweden       | 49,64    |
| 8     | Toma Tomow           | Bulgarien      | 50,10    |

## Videolink
- 1982 European 400m Hurdles - Harald Schmidt, www.youtube.com, abgerufen am 2. Dezember 2022